# Lepanthes carvii
Lepanthes carvii är en orkidéart som beskrevs av Fredy Archila. Lepanthes carvii ingår i släktet Lepanthes och familjen orkidéer.
Artens utbredningsområde är Guatemala. Inga underarter finns listade i Catalogue of Life.